# Trioda tarczowa

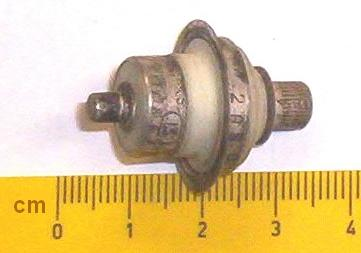
Trioda tarczowa małej mocy produkcji radzieckiej

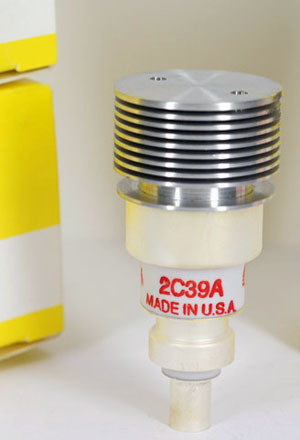
Eimac 2C39A

Trioda tarczowa – trioda o płaskim układzie elektrod stosowana  zazwyczaj w zakresie  mikrofalowym. Siatka takiej lampy oraz jej wyprowadzenie jest wykonane w postaci płaskiego krążka (tarczy). Odległość siatka-katoda jest rzędu kilku setnych milimetra, podobnie jak prześwit oczek siatki. Taka budowa lampy zmniejsza czas przelotu elektronów oraz minimalizuje pojemności międzyelektrodowe. Trioda tarczowa jest najczęściej wykorzystywaną „klasyczną”  lampą mikrofalową, gdyż ma większą częstotliwość graniczną i mniejsze szumy od podobnie zbudowanych tetrod czy pentod tarczowych.
Triody tarczowe były konstruowane jako wzmacniające małej mocy (o częstotliwości do 3 GHz) lub nadawcze o mocy rzędu  kilkudziesięciu watów. Przykładem triody tarczowej nadawczej jest lampa produkcji radzieckiej GI-15B (ГИ-15Б).